# Styrax vilcabambae
Styrax vilcabambae (syn. Pamphilia vilcabambae D.R.Simpson) es una especie de planta de flores perteneciente a la familia Styracaceae. Es endémica de Perú.